# Chino Valley
Chino Valley és una població dels Estats Units a l'estat d'Arizona. Segons el cens del 2007 tenia 10.838 habitants.

## Demografia
Segons el cens del 2000, Chino Valley tenia 7.835 habitants, 3.030 habitatges, i 2.172 famílies La densitat de població era de 162,8 habitants/km².
Dels 3.030 habitatges en un 32,5% hi vivien nens de menys de 18 anys, en un 57,3% hi vivien parelles casades, en un 10,3% dones solteres, i en un 28,3% no eren unitats familiars. En el 23% dels habitatges hi vivien persones soles l'11,1% de les quals corresponia a persones de 65 anys o més que vivien soles. El nombre mitjà de persones vivint en cada habitatge era de 2,58 i el nombre mitjà de persones que vivien en cada família era de 3,01.
Per edats la població es repartia de la següent manera: un 26,5% tenia menys de 18 anys, un 7,1% entre 18 i 24, un 25% entre 25 i 44, un 25,1% de 45 a 60 i un 16,2% 65 anys o més.
L'edat mediana era de 40 anys. Per cada 100 dones de 18 o més anys hi havia 91,5 homes.
La renda mediana per habitatge era de 32.289 $ i la renda mediana per família de 35.013 $. Els homes tenien una renda mediana de 27.160 $ mentre que les dones 21.667 $. La renda per capita de la població era de 15.555 $. Aproximadament el 12,6% de les famílies i el 15,5% de la població estaven per davall del llindar de pobresa.

## Poblacions més properes
El següent diagrama mostra les poblacions més properes.